# Zeche Preußisch Adler
Die Zeche Preußisch Adler ist ein ehemaliges Steinkohlenbergwerk im Grenzgebiet der Dortmunder Stadtteile Kruckel und Rüdinghausen. Das Bergwerk war auch unter den Namen Zeche Preußischer Adler, Zeche Preußische Adler im Hördeschen und Zeche Preußisch Adler im Ardey bekannt.

## Geschichte

### Die Anfänge
Am 30. Dezember des Jahres 1768 wurde die Mutung für eine bereits entblößte Kohlenbank unter dem Namen Belohnung eingelegt. Als Muter traten auf Jürgen Ächterhoff, Hans Jürgen Simrodt und Johann Friedrich Schmidt. Die Muter begehrten ein Grubenfeld mit der Größe einer Fundgrube und 15 Maaßen nach Osten. Das Bergamt beauftragte den Bergmeister Rielcke und den Geschworenen Heintzmann mit der Inaugenscheinnahme. Noch im selben Jahr wurde ein Versuchsstollen in östlicher Richtung aufgefahren. Allerdings fand anschließend kein weiterer Betrieb statt. Am 6. Februar des darauffolgenden Jahres fand die Inaugenscheinnahme durch den Bergmeister Rielcke und den Geschworenen Heintzmann statt. Der Fundpunkt befand sich in der Landstraße zwischen der Stockumer und der Eichlinghofer Marck in einer Tiefe von acht Fuß. Durch die Mutung waren keine anderen bergbaulichen Interessen beeinträchtigt. Am 3. März des Jahres 1769 wurde den Gewerken per Reskript vom 21. Dezember des Jahres 1768 eine Belehnung nur dann in Aussicht gestellt, wenn sie den Fiskus zu einem Drittel an dem Bergwerkseigentum beteiligen würden. Grund für diese Anordnung des Staates waren die zu dieser Zeit fallenden Kohlenpreise, die dem Staat keine gewünschten Einnahmen aus dem Zehnt ermöglichten. Das gemutete Grubenfeld wurde in den 1780er Jahren unter dem Namen Schlagbaum weiter geführt.

### Die weiteren Jahre
Am 30. März des Jahres 1769 wurde die Mutung für eine weitere Kohlenbank von Johann Georg Simrodt und Konsorten eingelegt. Diese Mutung wurde unter dem Namen Glückstern eingelegt. Die gemutete Kohlenbank lag etwa 100 Fuß südlich von der Mutung Belohnung. Die Muter begehrten ein Grubenfeld mit der Größe einer Fundgrube und 15 Maaßen nach Osten sowie fünf Maaßen nach Westen. Der Geschworene Heintzmann wurde mit der Inaugenscheinnahme der gemuteten Fundstelle beauftragt. Am 17. April desselben Jahres beschlossen der Bergmeister Rielcke und die Geschworenen Brenner und Heintzmann, dass die Mutung Glückstern auf Dauer nicht als eigenständige Zeche existieren könne. Grund hierfür war der zu geringe Abstand zu der bereits gemuteten Kohlenbank Belohnung. Aus diesem Grund wurde die Mutung Belohnung weitergeführt. Außerdem wurde die Zeche umbenannt in Preußischer Adler. Im Jahre 1771 war die Zeche Preußisch Adler in Betrieb. Am 15. April desselben Jahres waren nach Angaben des Gewerke Simrodt die Zechen Preußischer Adler Nr. 1 und Nr. 2 vorhanden. Die beiden Kohlenbänke waren nach Angabe von Johann Georg Simrodt etwa 80 Fuß voneinander entfernt. Die beiden Kohlenbänke waren noch nicht vermessen worden. Die fälligen Rezeßgelder sollten nachgezahlt werden. Als Gewerken waren zu diesem Zeitpunkt Johann Georg Simrodt, Johann Friedrich Schmidt und der preußische König in den Unterlagen des Bergamtes eingetragen. Alle drei Gewerken waren mit 42 2/3 Kuxen an dem Bergwerk beteiligt. Im Jahr 1840 wurden zwei Längenfelder verliehen. Im Jahr 1850 wurde vermutlich im Feld Schlagbaum abgebaut. Anfang der 1850er Jahre wurden die Kuxe des preußischen Königs an private Anteilseigner verkauft. Im Jahr 1873 wurden die Kuxe der Zeche Preußisch Adler gehandelt. Wann das Bergwerk stillgelegt wurde, ist nicht bekannt. Das Feld Schlagbaum wurde im Jahr 1902 von der Zeche Bergmann angepachtet und im Jahr 1904 von derselben Zeche erworben.